# 1570 Brunonia
1570 Brunonia (1948 TX) là một tiểu hành tinh vành đai chính được phát hiện ngày 9 tháng 10 năm 1948 bởi Sylvain Julien Victor Arend ở Đài thiên văn Hoàng gia Bỉ ở Uccle, Bỉ. Năm 1954, Sylvain đặt tên tiểu hành tinh theo tên Đại học Brown.